# St. Hubertus (Udenbreth)

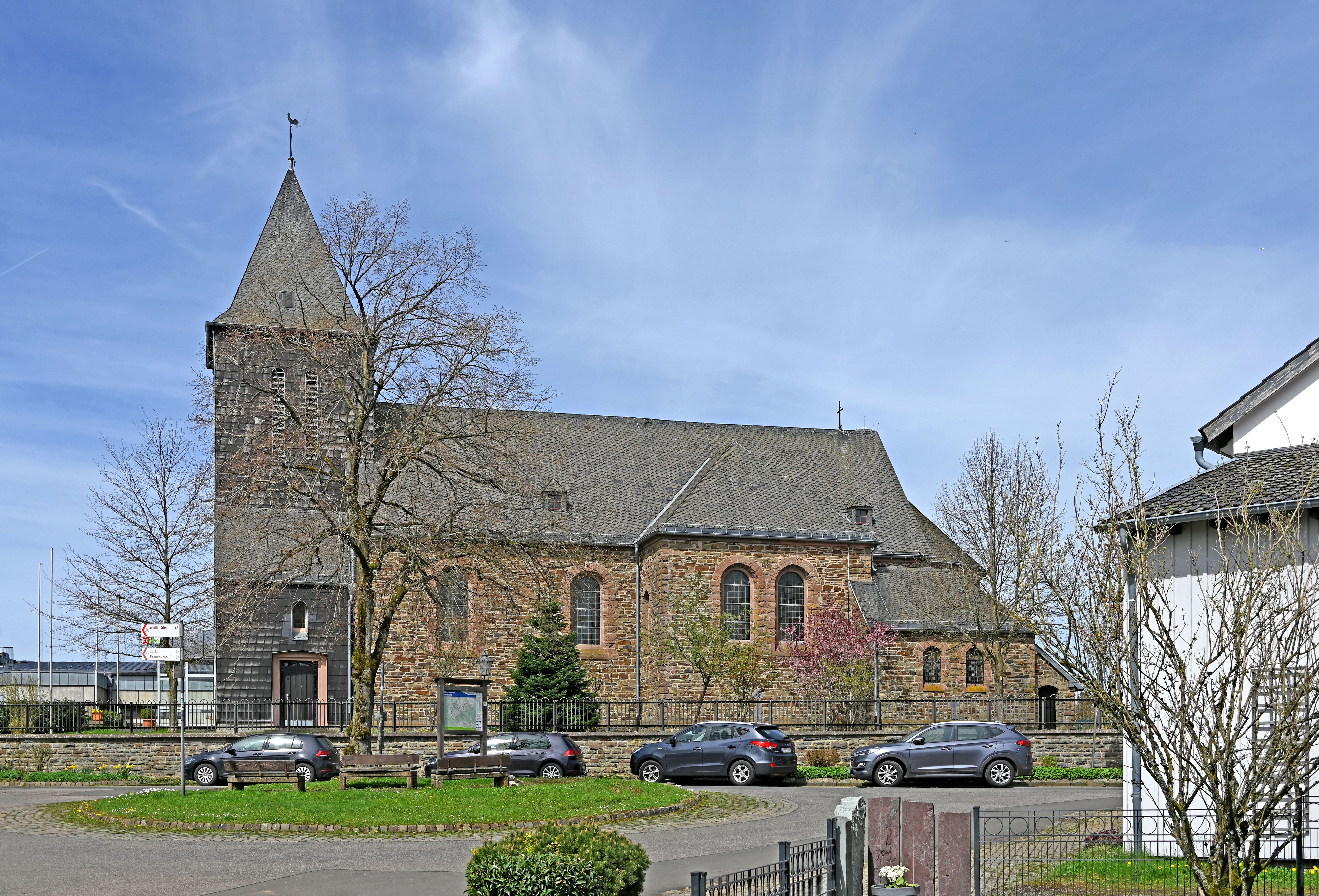
St. Hubertus von Südosten

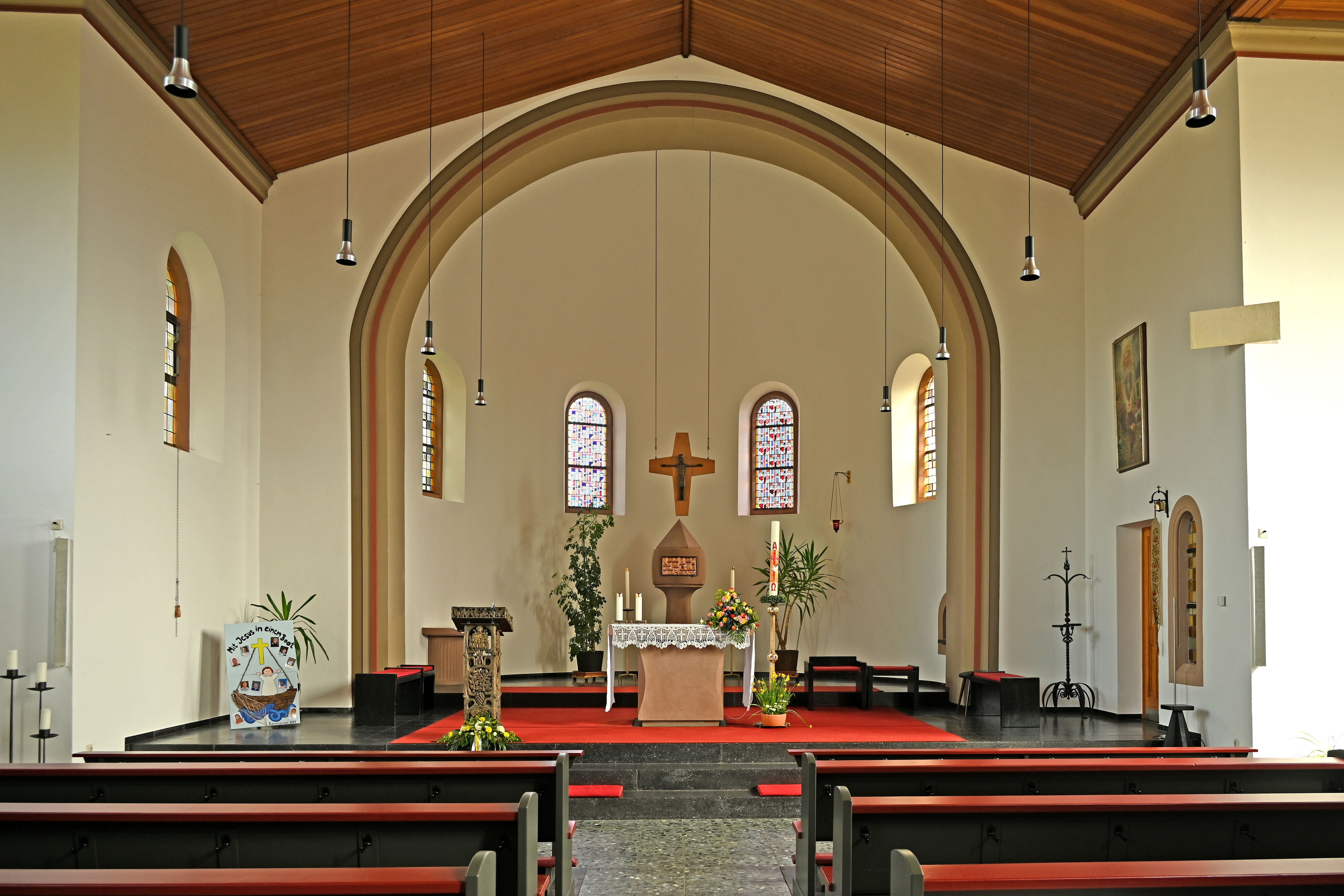
St. Hubertus, Innenraum mit Altar

St. Hubertus ist die römisch-katholische Pfarrkirche des Hellenthaler Ortsteils Udenbreth im Kreis Euskirchen in Nordrhein-Westfalen.
Die Kirche ist dem Patronat des hl. Hubertus von Lüttich unterstellt. Zur Pfarre zählt die Filiale Miescheid mit der Kapelle Unbeflecktes Herz Mariä.

## Lage

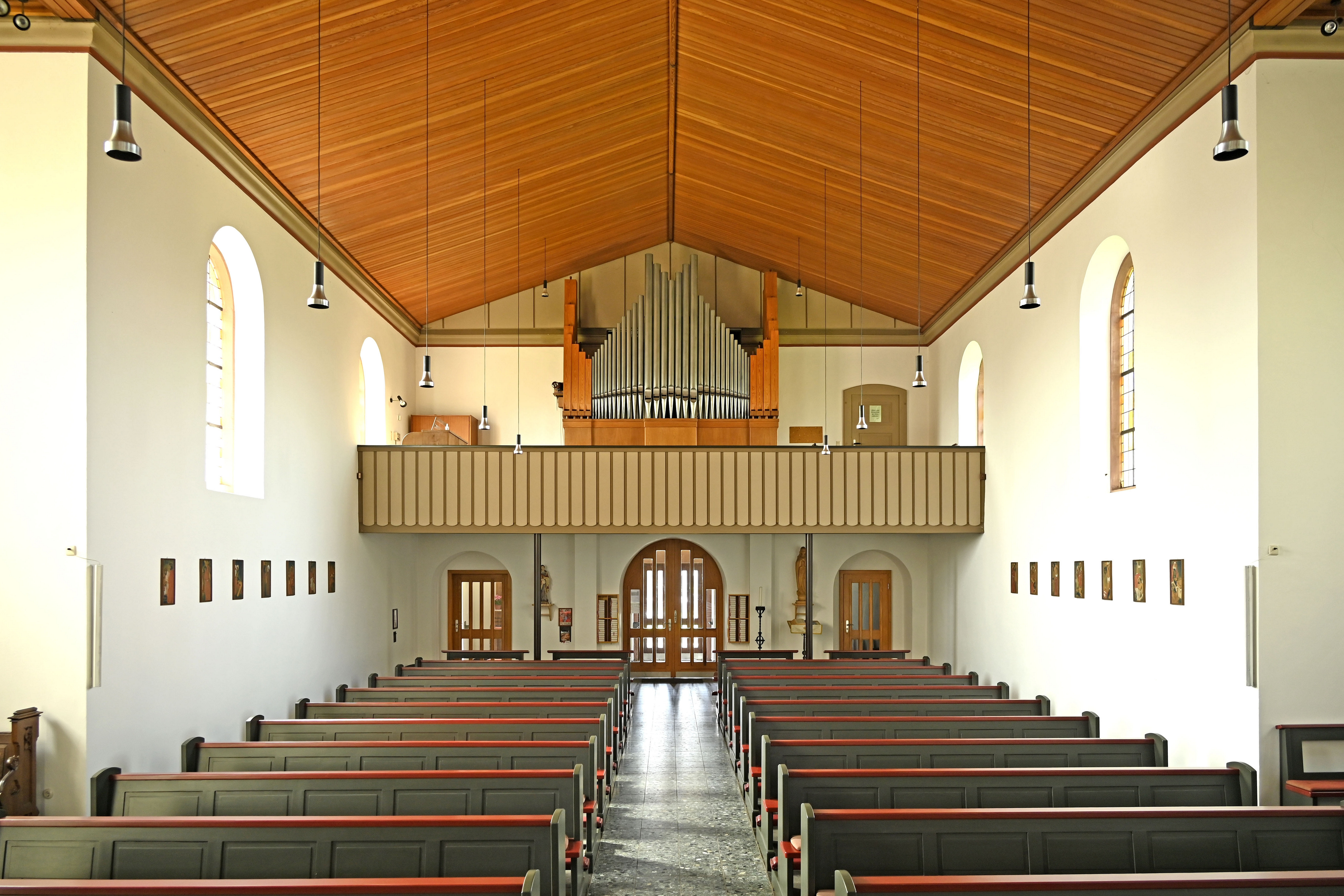
Innenraum mit Orgelempore

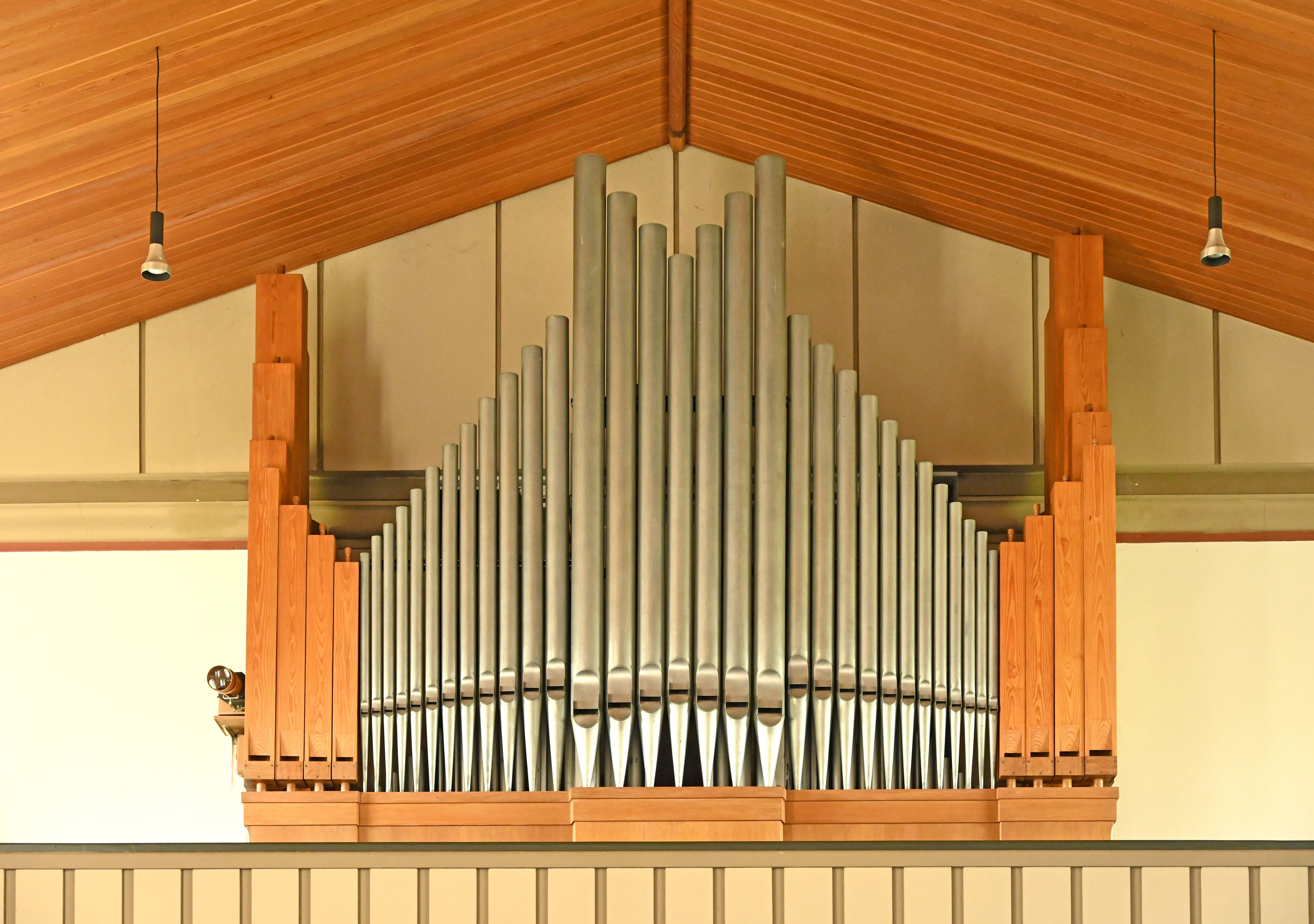
Weimbs-Orgel (1957)

Das Kirchengebäude befindet sich im nördlichen Teil des Straßendorfes Udenbreth. Direkt neben der Kirche liegt die Grundschule.

## Allgemeines
Seit wann genau ein Gotteshaus in Udenbreth besteht, ist nicht bekannt. Jedenfalls gehörte Udenbreth ursprünglich zur Pfarre Kronenburg und besaß im 16. Jahrhundert bereits eine Kirche. 
Mitte des 16. Jahrhunderts führte Graf Dietrich VI. von Manderscheid-Schleiden im Zuge der Reformation auf seinem Gebiet die neue Lehre ein. Daraufhin setzte der Graf in Udenbreth den lutherischen Prediger Reiner von Kall als Pfarrer ein. Um 1597 wurde Udenbreth wieder katholisch und der Ort wieder eine Filialgemeinde der Pfarre Kronenburg. 
In der zweiten Hälfte des 17. Jahrhunderts wurde Udenbreth schließlich von Kronenburg abgetrennt und zur selbstständigen Pfarrei erhoben. In der Franzosenzeit fiel die Pfarrgemeinde an das Bistum Lüttich und wurde 1821 wieder dem Erzbistum Köln zugeteilt, zu welchem Udenbreth auch vorher gehörte. Seit 1930 gehört der Ort nun zum Bistum Aachen.

## Baugeschichte
Über die erste Kirche von Udenbreth ist nichts Näheres bekannt. Dieses Bauwerk wurde 1730 renoviert, 1823 aber wegen Baufälligkeit geschlossen. Der Gottesdienst wurde daraufhin in den Nachbardörfern Ramscheid und Rescheid gehalten. Zwischenzeitlich bestand der Plan, für die Dörfer Udenbreth und Rescheid eine gemeinsame Pfarrkirche im dazwischen gelegenen Kamberg zu bauen. Nachdem dieser Plan verworfen worden war, riss man 1828 die alte Udenbrether Kirche bis auf den Turm ab. Unter der Leitung von Kommunalbaumeister Christian Wilhelm Ulich entstand bis 1832 eine neue einschiffige Kirche im Stil des Klassizismus, die an den alten Turm angebaut wurde. Diese Kirche wurde in den 1900er Jahren baufällig und abgerissen. So wurde im Jahr 1910 eine neue Pfarrkirche im Baustil der Neuromanik erbaut. Die Pläne dazu fertigte der Kölner Architekt Franz Statz an. Im Zweiten Weltkrieg wurde die Kirche im Zuge der Ardennenoffensive 1944 so stark zerstört, dass nur noch die Außenmauern des Kirchenschiffs und des Chors standen.
Beim Wiederaufbau entschied man sich für den Erhalt der Außenmauern von Kirchenschiff und Chor. Der Wiederaufbau erfolgte nach Plänen des Olefer Architekten Norbert Hieronymi zwischen 1948 und 1951, der die vorhandenen Mauern in den Neubau mit einbezog. Die Weihe des neuen Gotteshauses fand am 12. August 1951 statt. Zwischen 1969 und 1970 wurde die Kirche renoviert.

## Baubeschreibung
St. Hubertus ist ein einschiffiger Saalbau mit Querschiff in Formen der Neuromanik/Moderne. Die Mauern des Kirchenschiffs und des Chors bestehen aus Bruchstein und stammen noch aus 1910, Franz Statz. Der geostete Chor ist rundbogig. Der Glockenturm wurde nach Kriegszerstörung nach Plänen von Norbert Hieronymi 1948–1951 in modernen Rundbogenformen neu errichtet. Der Turm ist komplett verschiefert, besitzt drei Geschosse und wird von einer vierseitigen Turmhaube bekrönt. Der gesamte Innenraum wird von einer Holzdecke überspannt. Das Gotteshaus verfügt über 120 Sitz- und 100 Stehplätze.

## Ausstattung
In der Kirche befindet sich eine moderne Ausstattung. Die Orgel ist ein Werk des Hellenthaler Orgelbauers Weimbs, aus dem Jahr 1957. Das Instrument besitzt eine elektrische Traktur und 8 Register auf zwei Manuale und Pedal verteilt.

## Glocken
Im Glockenturm befinden sich drei historische Bronzeglocken.
| Nr. | Name | Durchmesser (mm) | Masse (kg, ca.) | Schlagton (HT-1/16) | Gießer                   | Gussjahr | Sonstiges |
| --- | ---- | ---------------- | --------------- | ------------------- | ------------------------ | -------- | --- |
| 1   | –    | –                | –               | des″                | Gregor van Trier, Aachen | 1513     | – |
| 2   | –    | –                | –               | es″                 | –                        | 1776     | Leihglocke der Evangelischen Kirche Kolzig, Landkreis Grünberg i. Schles. (Niederschlesien) (polnisch: Kolsko)   |
| 3   | –    | –                | –               | ges″                | –                        | 1902     | Leihglocke aus der Evangelischen Kirche Kittlitztreben, Landkreis Bunzlau (Niederschlesien) (polnisch: Trzebień) |

## Pfarrer
Folgende Pfarrer wirkten bislang an St. Hubertus als Seelsorger:
| von – bis  | Name                  |
| ---------- | --------------------- |
| ?–1595     | Rainer von Kall       |
| 1668–1689  | Hubert Reuter         |
| 1758       | Servatius Koepp       |
| 1786–1793  | Matthias Haas         |
| 1807–1818  | Hilarius Jost         |
| 1832–?     | Nicolaus Müller       |
| ?–1841     | J. Batta              |
| 1841–1856  | J. Krumpen            |
| 1856–?     | Heinr. Jos. Thyssen   |
| 1864, 1866 | Joh. Jos. Strepp      |
| 1877, 1885 | G. Hax                |
| 1909       | Steffen               |
| 1917–1927  | Karl Küffler          |
| 1928–1940  | Josef Piepers         |
| 1940–1944  | August Pütz           |
| 1945–1947  | Josef Wolter          |
| 1947–1949  | Karl Frings           |
| 1949–1966  | Leopold Purschke      |
| 1966–1975  | Johannes Nießen       |
| 1975–1986  | Pater Matthias Müller |
| 1986–1989  | Winfried Reidt        |
| 1989–2001  | Otto Stephan          |
| 2001–2006  | Christoph Weber       |
| 2006–2009  | Lothar Tillmann       |
| 2009–2023  | Philipp Cuck          |
| Seit 2023  | Thomas Schlütter      |